# Паукальное число
Паука́льное число́ (лат. paucus «немногочисленный») — грамматическая категория существительного, прилагательного, местоимений-существительных и местоимений-прилагательных, обозначающая, что данная часть речи относится к нескольким лицам или предметам.
Эту категорию используют некоторые австронезийские (например, сурсурунга, лихир, маршалльский язык) и австралийские (например,  вальбири) языки.
Иногда выделяется также четверное (квадральное) число, но данная категория является частным случаем паукального.
В русском языке есть счётная форма существительных, сочетаемая с числами 1,5 (полтора), 2 (два), 3 (три) и 4 (четыре), которая обычно совпадает с родительным падежом, но с некоторыми исключениями: два шара́ (но: объём ша́ра), три часа́ (но: не прошло и ча́са), четыре шага́ (но: на расстоянии ша́га). Эта форма (происходящая от древнерусского двойственного числа) также может считаться паукальным числом.